# Ямасита, Харухиро
Харухиро Ямасита (яп. 山下 治広 Ямасита Харухиро, 11 ноября 1938) — японский гимнаст, олимпийский чемпион и чемпион мира. После женитьбы сменил фамилию на Мацуда (松田).
Родился в Увадзима префектуры Эхиме; окончил Японский университет спортивной науки.
В 1962 году завоевал золотую и серебряную медали чемпионата мира. В 1964 году на Олимпийских играх в Токио Харухиро Ямасита завоевал золотые медали в опорном прыжке и в командном первенстве. В 1966 году стал обладателем двух золотых медалей чемпионата мира. Был тренером японской сборной по гимнастике на Олимпийских играх 1976 года и на Азиатских играх 1990 года. 
В 2000 году Харухиро Ямасита был включён в Международный зал славы спортивной гимнастики.